# Station Lidzbark Miasto
Station Lidzbark Miasto was een spoorwegstation in de Poolse plaats Lidzbark.